# Вулиця Івана Сірка (Київ)
Ву́лиця Іва́на Сірка́ — вулиця в Голосіївському районі міста Києва, місцевість Феофанія. Пролягає від вулиці Академіка Заболотного до села Новосілки і шосе до селища Чабани.
Прилучаються вулиці Планетна та Якова Степового.

## Історія
Вулиця виникла в 1-й половині XX століття на давньому Васильківському шляху. Мала назву Новоселівська вулиця (як дорога до селище Новосілки, раніше — Новоселиці). Забудована в 1-й половині 1950-х років. Сучасна назва — з 1958 року.

## Установи та заклади
- Київська обласна філія ВАТ «Укртелеком» (буд. № 2).

## Цікаві факти
Частиною вулиці проходить межа Києва та Київської області — починаючи від відгалуження Планетної вулиці лівий бік вулиці є київською вулицею Івана Сірка, а правий бік — Васильківська вулиця села Новосілки. Перейшовши вулицю на інший бік, можна потрапити з Київської області у Київ і навпаки. Знаки, що несли б назву населених пунктів, відсутні, останніми роками встановлено знаки «міська смуга».